# Élisabeth Leseur
Pour les articles homonymes, voir Leseur et Arrighi.
Élisabeth Leseur (née Pauline Élisabeth Arrighi le 16 octobre 1866 à Paris, où elle est morte le 3 mai 1914) est une mystique française, célèbre par la publication posthume de son journal. L'Église catholique a entamé une procédure pour sa béatification, au titre duquel elle est considérée comme servante de Dieu.

## Biographie
Pauline Élisabeth Arrighi est née le 16 octobre 1866 à Paris, fille aînée d'Antoine Arrighi, membre du conseil général de la Corse et de Gatienne Picard.
Mariée à Félix Leseur le 31 juillet 1889, esprit rationaliste, athée et anticlérical, président d'un journal radical, ami et proche de nombreuses personnalités de la IIIe République laïques. Ils formèrent, malgré leur divergence spirituelle, un couple uni et très amoureux, connu pour leur intelligence et leur grande culture, recevant de nombreux hommes politiques et artistes dans leur appartement. Tombant gravement malade peu de temps après son mariage, Élisabeth décide alors de consacrer les souffrances liées à sa maladie à la conversion des âmes qu'elle croise dans le milieu anticlérical qu'elle côtoie, et à la première d'entre elles, celle de son mari.
Félix et Élisabeth sont de grands amis de Maurice Ordinaire. Ils achetèrent une résidence secondaire à Jougne, située au 10 rue du Château, dans laquelle ils séjournent tous les étés pendant deux décennies.
Elle meurt à Paris le 3 mai 1914. Découvrant alors ses écrits intimes, son mari Félix, après avoir décidé de les publier, s'engage sur la voie de la conversion, puis entre dans l'ordre dominicain pour y devenir le père Marie-Albert Leseur.
Dès la première publication de son journal par les soins de son mari, le succès fut immédiat : vingt-six mille exemplaires en 1918, pour atteindre cent-cinquante mille au cours de la décennie suivante et s'élever aujourd’hui à plusieurs centaines de mille, dans plus d'une trentaine de langues.

## Spiritualité

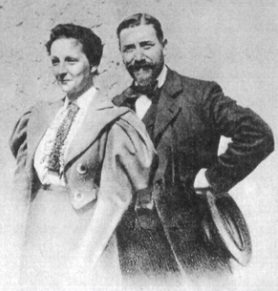
Élisabeth et Félix Leseur, vers 1910.

La spiritualité d’Élisabeth Leseur peut être résumée en ces termes : l'amour de Dieu et du prochain ; l’offrande de sa vie à Dieu ; la prière ; les vertus d’humilité, de charité, d’abnégation, de douceur, de sérénité, etc. ; le sens du devoir ; l’acceptation inconditionnelle des épreuves ; l’apostolat. Elle a développé une mystique tournée autour de la souffrance et du don de soi.
« Je crois que la souffrance a été accordée par Dieu à l’homme dans une grande pensée d’amour et de miséricorde.
Je crois que Jésus-Christ a transformé, sanctifié, presque divinisé la souffrance.
Je crois que la souffrance est pour l’âme la grande ouvrière de rédemption et de sanctification.
Je crois que la souffrance est féconde, autant et parfois plus que nos paroles et nos œuvres, et que les heures de la Passion du Christ ont été plus puissantes pour nous et plus grandes devant le Père que les années même de sa prédication et son activité terrestre.
Je crois qu’il circule parmi les âmes, celles d’ici-bas, celles qui expient, celles qui ont atteint la vraie vie, un vaste et incessant courant fait de toutes ces âmes, et que nos plus infimes douleurs, nos plus légers efforts peuvent atteindre par l’action divine des âmes chères ou lointaines et leur apporter la lumière, la paix et la sainteté.
Je crois que dans l’Éternité nous retrouverons les bien-aimés qui ont connu et aimé la Croix, et que leurs souffrances et les  nôtres se perdront dans l’infini de l’Amour divin et dans les joies de la définitive réunion.
Je crois que Dieu est amour et que la souffrance est, dans sa main, le moyen que prend son amour pour nous transformer et nous sauver ».

## Processus de béatification et canonisation
- Paris, 30 novembre 1936 : ouverture de la cause en béatification et canonisation[6].
- Rome, 27 juin 1955 : approbation des écrits d’Élisabeth Leseur par la commission des théologiens de la Congrégation pour les causes des saints[7].

Selon Alphonse Rocha, le processus « est suspendu parce que, malgré diverses grâces spirituelles, vocations et conversions, manquent les deux miracles de guérison physique, authentifiés des médecins ». (Note : c'est en vue de la canonisation que deux miracles sont requis, la béatification n'en exigeant qu'un.)

## Œuvres
- Élisabeth Leseur, Journal et pensées de chaque jour, J. de Gigord, 1917 ; rééditions : Cerf, 2005 ; Blanche de Peuterey, broché, 2016, 234 p.  (ISBN 978-236878132-6) ; Elidia (Ephata), poche, 2024, 296 p. (ISBN 978-2-3687-8132-6).
- Élisabeth Leseur, Lettres sur la souffrance, J. de Gigord, 1918 ; rééditions : Cerf, 2012, 240 p.  (ISBN 978-220408404-8) ; Blanche de Peuterey, 2020, 263 p. (ISBN 978-236878220-0).
- Élisabeth Leseur, La vie spirituelle suivi de Une âme, J. de Gigord, 1919 ; réédition : Blanche de Peuterey, 2023, 191 p. (ISBN 978-236878282-8).
- Élisabeth Leseur, Lettres à des incroyants, J. de Gigord, 1923, 380 p.
- Élisabeth Leseur, Journal d'enfant, J. de Gigord, 1934 ; réédition : Cerf, 2012, 125 p. (ISBN 978-220407081-2).

### Compilations d'écrits d'Elisabeth Leseur
- Claude Menesguen, Cent pensées d'Élisabeth Leseur, Artège, 2015, 128 p. (ISBN 978-2-3604-0334-9).